# لا تهمل زوجتك
لا تهمل زوجتك (بالإنجليزية: Don't Neglect Your Wife)‏ هو فيلم أبيض وأسود درامي أمريكي صامت إنتاج عام 1921 من إخراج والاس ورسلي وبطولة مابيل جوليان سكوت ولويس ستون وتشارلز كلاري. يدور الفيلم حول زوجة طبيب تشعر بتجاهلها من قبل زوجها، فتجد نفسها منجذبة إلى مراسل صحفي شاب ما اثر على علاقتهما بعد هذه الحادثة.

## طاقم التمثيل
- مابل جوليان سكوت بدور مادلين
- لويس ستون بدور لانجدون ماسترز
- تشارلز كلاري بدور الدكتور هوارد تالبوت
- كيت ليستر بدور السيدة هانت ماكلين
- آرثر هويت بدور بن ترافيرز
- جوزفين كرويل بدور السيدة أبوت
- داريل فوس بدور هولت
- نورما جوردون بدور سيبيل جيري
- ريتشارد تاكر بدور جورج جيري
- آر دي ماكلين بدور السيد هانت ماكلين

## روابط خارجية
- لا تهمل زوجتك  في قاعدة بيانات الأفلام على الإنترنت (بالإنجليزية)